# Nataxa
Genre
Nataxa est un genre de lépidoptères (papillons) de la famille des Anthelidae. Les espèces de ce genre se répartissent en Australie.

## Liste des espèces
- Nataxa amblopis (Turner, 1944).
- Nataxa flavescens (Walker, 1855).

## Systématique
Le genre Nataxa a été décrit par Francis Walker en 1855. Il fut d'abord classé dans la famille des Drepanulidae (de nos jours nommés Drepanidae), puis déplacé dans la famille des Lasiocampidae en 1892 par William Kirby, et enfin placé dans la famille des Anthelidae par Alfred Jefferis Turner en 1921.